# کوشو (چین)
کوشو (به لاتین: Qüxü) یک شهرک در جمهوری خلق چین است که در Qüxü County واقع شده‌است.